# AIKa Zero
AIKa Zero es una serie anime japonesa de tres episodios OVA de Studio Fantasia y dirigida por Katsuhiko Nishijima, de 27 minutos cada uno. Se trata de una precuela de Agent Aika, pero las protagonistas son 7 años más jóvenes. Es continuación de la también precuela AIKa R-16: Virgin Mission, pero las protagonistas son 3 años mayores. La serie, como su predecesora, es de acción, aventuras y ecchi.

## Episodios
Son tres episodios:
- Episodio 1: Caballeros blancos.
- Episodio 2: E.T.A.I.
- Episodio 3: Zero

## Argumento
Un extraño fenómeno está ocurriendo en la Academia de chicas donde están las protagonistas de Agent Aika, pero con 19 años. Chicas pertenecientes a la Academia, son abducidas por unas extrañas fuerzas, que toman el control de sus mentes. Aika y sus amigas, tratarán de investigar y descubrir que hay detrás de estas abducciones.